# Stade De Leukens
Le stade De Leukens était un stade de football situé dans la commune d'Overpelt au nord de la Province de Limbourg en Belgique.
D'une capacité d'environ 8 000 places, il a longtemps été l'antre du V&V Overpelt-Fabriek et a connu deux périodes de trois saisons en Division 2 belge.

## Histoire
Le stade était située au lieu-dit « Nolimpark » une zone industrielle à la périphérie d'Overpelt et principale une fabrique de zinc. L'endroit malgré tout arboré pouvait accueillir jusqu'à 8 000 spectateurs. Il tire son nom de la rue où il se trouvait la « Leukensstraat ».
« De Leukens » a été le fief du V&V Overpelt-Fabriek, porteur du matricule 2554. Ce club est monté dans les séries nationales en 1954 et ne les a jamais plus quittées. Ce club gagne rapidement la Division 3. Le stade "De Leukens" connaît 36 saisons de D3 mais aussi 6 championnats de D2.

### Changement de nom
Vers la fin des années 1980, le site est renommé "Indusstadion" pour des raisons commerciales, mais il reste "De Leukens" dans l'esprit populaire.

### Déménagement - Reprise - Abandon
En 2003, les dirigeants du V&V Overpelt-Fabriel s'unissent avec ceux de Lommel, porteur du matricule 1986. Ce club vient de jouer près de 10 saisons en Division 1, mais déclaré en faillite et n'achève pas la saison 2002-2003.
Sans qu'il y ait de fusion (le matricule 1986 disparaît purement et simplement), le "matricule 2554" déménage vers le Soevereinstadion de Lommel.
"De Leukens" est alors repris par Overpeltse VV (matricule 2082), un autre cercle de la localité évoluant à l'époque en 3e provinciale (alors 7e niveau de la hiérarchie).
En 2014, Overpeltse VV fusionne avec Esperanza Neerpelt (matricule 2529) pour former K. FC Esperanza Pelt sous le matricule 2529. Le cercle constitué s'installe au "Roosenpark" de Neerpelt.
Inutilisé "De Leukens" est laissé à l'abandon et est voué à la démolition en raison des nécessités d'agrandissements de la zone industrielle voisine.

## Sources
- Site de la Fédération belge de football
- (nl) VOETBALGLORIE Site Internet consacré à de vieux stades
- (en) DE HELDEN VAN LEON Site Internet consacré à de vieux stades